# Basili II de Constantinoble
Basili II va ser patriarca de Constantinoble conegut com a Filacòpulos o Camater. Era guardià dels arxius de la catedral (cartofílac). Va ocupar el càrrec de Patriarca una mica més de dos anys, del 1183 al 1186 i l'emperador Isaac II Àngel (1185-1195) que inicialment havia tingut el suport de Basili per accedir al tron, el va deposar.